# 横山清
横山 清（よこやま きよし、1935年5月15日 - ）は、日本の実業家。アークス代表取締役会長、ラルズ代表取締役会長、初代新日本スーパーマーケット協会会長、恵迪寮同窓会理事長。元全国スーパーマーケット協会理事長。藍綬褒章受章。

## 人物・経歴
北海道芦別市の鍛冶屋の家に生まれる。北海道芦別高等学校卒業後、明治鉱業芦別炭鉱で2年間炭鉱夫として働いたのち、1960年に北海道大学水産学部を卒業した。
北海道大学恵迪寮に入寮し、当時寮長を務めていたこともあり、寮費を滞納する先輩からも臆せず取り立てを行っていたという。
大学卒業後は野原産業に入社。1961年大丸スーパー（現アークス）入社。1985年から大丸スーパー代表取締役社長を務め、1989年丸友産業と合併しラルズに改組後も引き続き代表取締役社長を務めた。
1995年、在札幌フィンランド名誉領事。1998年、北海道経済連合会副会長。2002年、福原と経営統合しアークスに改組し同社代表取締役社長及び新設のラルズ代表取締役社長に就任。2007年、ラルズ代表取締役社長兼CEO。同年藍綬褒章受章。
2008年、全国スーパーマーケット協会理事長。2009年、全国スーパーマーケット協会と合併した日本セルフ・サービス協会（現新日本スーパーマーケット協会）の初代会長に就任。日本スーパーマーケット協会副会長、恵迪寮同窓会理事長等も務める。また、北海道大学の経営協議会委員でもある。北大への母校愛が深く、代表を務める株式会社ラルズの社員寮に北大の学生寮の名前を借りて「ラルズ恵迪寮」と名付けるほどである。
2021年、「60年間にわたり食品スーパー経営の第一線で活躍し、低価格化に貢献した」功績により第75回北海道新聞文化賞を受賞した。2023年、食料産業特別貢献大賞受賞。
2024年、アークス代表取締役会長（CEO）に就任。

## 交友
セブン&アイ・ホールディングスの伊藤雅俊とは家族ぐるみのつきあいがある。